# Валијера (Венето)
Валијера је насеље у Италији у округу Ровиго, региону Венето.
Према процени из 2011. у насељу је живело 30 становника. Насеље се налази на надморској висини од 6 м.